# Julesburg
Julesburg – miasto w Stanach Zjednoczonych, w stanie Kolorado, siedziba administracyjna hrabstwa Sedgwick.